# Elanapis aisen
Genre
Espèce
Elanapis aisen, unique représentant du genre Elanapis, est une espèce d'araignées aranéomorphes de la famille des Anapidae.

## Distribution
Cette espèce est endémique du Chili. Elle se rencontre dans les régions d'Aisén, des Lacs et des Fleuves.

## Description
Le mâle holotype mesure 0,87 mm et la femelle paratype 1,02 mm.

## Étymologie
Son nom d'espèce lui a été donné en référence au lieu de sa découverte, la province d'Aisén.

## Publication originale
- Platnick & Forster, 1989 : A revision of the temperate South American and Australasian spiders of the family Anapidae (Araneae, Araneoidea). Bulletin of the American Museum of Natural History, no 190, p. 1-139 (texte intégral).